# 비즈웰
비즈웰(BIZWELL)는 은 2000년에 설립된 대한민국의 소프트웨어 회사이다.

## 역사
- 2000.03 ㈜나스닷컴 설립
- 2000.05 C/S용 전자결재시스템 개발
- 2000.06 ㈜아이디어플라자 투자 유치 및 개발 협약 체결
- 2000.11 ㈜비즈웰로 상호 변경(독립경영)
- 2001.01 ERP(Omni-ERP)제품 출시
- 2001.02 그룹웨어(XML Database, X-ware1.0) 출시
- 2001.04 KMS, 그룹웨어(RDBMS, X-ware2.0) 출시, KM/EDM Conference 2001 Korea 전시회출품
- 2001.06 삼성 FnGuide 업무 제휴 MOU 체결
- 2001.10 한국전자상거래 대상 인프라 솔루션 구축 최우수상 수상(주최: 매일경제, 한국커머스넷)
- 2002.10 X-ware4.0 (그룹웨어) 출시
- 2004.02 그룹웨어 솔루션 일본 판매를 위한 협약 체결(인포니아)
- 2004.10 리눅스 기반 그룹웨어 로드쇼 참가
- 2005.12 미얀마 전자정부 그룹웨어 구축
- 2006.04 기업부설연구소 등록
- 2006.05 X-ware5.0 (포탈형 그룹웨어) 출시
- 2007 Inno-Biz 인증 및 벤처기업인증[1]
- 2007 경영혁신기업(MainBiz) 인증[2]
- 2007 중소기업청 서비스 연구개발사업 수주
- 2008 BPM기반의 통합협업시스템 출시(xClick*Suite)
- 2010.09 GS 인증 획득 (xClick*Suite)[3]

## 제품

### xClick*Suite
엑스클릭 슈트(xClick Suite)는 기업내 Communication 과 Collaboration을 지원하는 웹솔루션이다.
기업의 생산성 및 업무효율을 극대화를 목표로 설계된 제품으로 자바 기반 기술로 만들어져 시스템 제약이 비교적 적다.
xClick 및 관련 제품군은 xClick*Groupware, xClick*BPM, xClick*Mesaager, xClick*EDMS, xClick*제안관리가 있다.

### xClick*Groupware
효율적 업무처리를 위한 통합커뮤니케이션 환경 구축을 목표로 설계되었다.
주기가 빠른 정보화 및 경영환경을 지원하고 내부 구성원들의 통합적이고 안정적인 의사소통 및 정보공유를 지원한다.
추구하는 목표는 안정된 시스템 운영과 통합 서비스 기반 및 기간계시스템의 포탈 연결등 사용자 통합인터페이스 제공등이 핵심사항이다.
| Groupware 기능 | Groupware 기능 |
| -------------- | --- |
| 조직 및 권한   | - Multi Company 지원: 하나의 시스템으로 여러개의 계열사의 독립적인 사용 및 정보공유를 지원 - 사용자 겸직정보 기본 처리. - 개인/조직/Role 기반의 권한 처리 지원         |
| 전자결재       | - 워크플로우 기반으로 어떠한 복잡한 결재프로세스 구현 가능 - WYSWIG 결재양식 작성기 기본 제공                                                                          |
| 전자우편       | - 사내외 메일 및 인터넷 메일을 통합 관리 |
| 일정           | - 개인/부서/회사 일정 공유 관리 - 월간/주간/일간 일정 뷰 및 기념일, 휴일, 일정검색 기능 제공                                                                           |
| 인물정보       | - 개인명함은 물론 공유명함을 관리하며 전자우편의 발송시 등록된 명함정보를 활용                                                                                         |
| 게시판         | - 다양한 형태의 게시판 지원: 리스트형, 앨범형, 블러그형, 웹진형 - 게시판의 다양한 옵션 적용 (점수, 추천, 답변달기 등)                                                  |
| 커뮤니티       | - 동호회, TFT 등 사내 조직이 자체로 다양한 구성 및 회원관리를 할 수 있는 정보 공유의 장                                                                                |
| 자원관리       | - 사내의 공유 자원에 대해서 온라인 예약, 대여, 반납 처리를 할 수 있는 기능으로서 이를 통하여 사내의 공유자원을 효과적으로 운용 관리                                    |
| 설문관리       | - 사내/외 설문 지원, 위저드 형식의 설문 작성기, 이미지를 활용한 설문 문항 작성                                                                                         |
| 메신저         | - 메신저 시스템(xClick*Messenger)은 실시간으로 조직구성원간의 메시지를 전달하는 시스템으로써 채팅, 파일전송, 알림 메시지를 그룹웨어와 연계하여 실시간 협업 기능을 수행 |

### xClick*BPM
기업내 업무처리 프로세스 관리의 전과정을 지원하기 위하여 설계되었다.
업무 애플리케이션 시스템과 협업 기능을 통합적으로 연계하여 처리시간 단축, 업무품질향상을 지원한다.
추구하는 목표는 통합 업무환경 제공, 프로세스 최적화 및 업무간 효율극대화이다.
| BPM 기능        | BPM 기능 |
| --------------- | --- |
| 프로세스 포탈   | - 포틀릿 조합형태의 포탈기반 사용자 환경 - 수행업무 관련지식 자동 검색 - 다양한 프로세스처리 및 현업담당자의 업무개선 참여 |
| 프로세스 모델링 | - 제로코딩 모델링 - 그룹웨어 연동 액티비티 제공 - 다국어지원 프로세스 모델링                                               |
| 프로세스 관리   | - 개별 업무처리 인스턴스 관리 - 동적 프로세스 변경구조로 실행중인 내부 프로세스 예외처리 가능                              |
| 프로세스 분석   | - 프로세스 실행 상세 현황 분석 - 분석담당자가 직접 분석을 구성할 수 있는 OLAP 기반 - 플래쉬 챠트를 통한 실시간 분석        |